# Yes Featuring Jon Anderson, Trevor Rabin, Rick Wakeman
Yes Featuring Jon Anderson, Trevor Rabin, Rick Wakeman, também conhecido como Anderson, Rabin and Wakeman (ARW), foi uma banda de rock progressivo fundada pelos ex-membros do Yes Jon Anderson (vocal, violão), Trevor Rabin (guitarra, vocal), e Rick Wakeman (teclados) em uma ramificação da banda. Os três já haviam trabalhado juntos no Yes na Union Tour de 1991-1992. O trio foi anunciado pela primeira vez como trabalhando junto em 2010.
Depois de trabalhar em novas músicas desde 2011, a banda anunciou atividades em janeiro de 2016 como Anderson, Rabin e Wakeman. Os planos para um possível álbum de estúdio foram suspensos para se concentrar na turnê; sua turnê mundial de estreia, An Evening of Yes Music and More, começou em outubro de 2016 e continuou até 2017, com o baixista Lee Pomeroy e o baterista Lou Molino III. Em abril de 2017, após os três membros serem introduzidos no Rock and Roll Hall of Fame como parte do Yes, a banda anunciou seu novo nome, que já vinham usando em turnês europeias.
Após a conclusão de uma turnê de 50 anos em 2018, não houve mais atividades públicas e o grupo confirmou em 2020 que a separação era permanente.

## História
O cantor Jon Anderson, o cantor e guitarrista Trevor Rabin e o tecladista Rick Wakeman foram membros da banda de rock progressivo Yes. Anderson foi cofundador do Yes com o baixista Chris Squire em 1968, e foi membro por três passagens até 2008; Wakeman foi membro em cinco períodos entre 1971 e 2004; Rabin foi membro de 1983 a 1995. A única vez que os três se apresentaram juntos no Yes foi na Union Tour de 1991-1992, durante o curto período da banda como uma formação de oito membros. Os planos de Wakeman tocar com Anderson e Rabin no Talk (1994) nunca se concretizaram. Para Wakeman, não ter tocado em um álbum de estúdio do Yes com Rabin tornou-se um de seus arrependimentos. Fora do Yes, cada par trabalhou junto em diversas funções.
Em junho de 2016, a banda concordou em colocar seu álbum "em segundo plano" e fazer de sua turnê de estreia uma prioridade. Anderson justificou a decisão pelo pouco tempo disponível para o grupo fazer turnês e trocar músicas, além do fato de o grupo não ter certeza de como ou o que gravar. Ele também disse que “o importante é nos estabelecermos”. Os preparativos para a turnê começaram em meados de 2016 em Los Angeles, que envolveu Anderson, Rabin e dois músicos de apoio: o baixista inglês Lee Pomeroy e o baterista americano Lou Molino III, ambos companheiros de banda de longa data de Wakeman e Rabin, respectivamente. Wakeman juntou-se a eles no início de agosto para os ensaios de uma semana. Os cinco seriam acompanhados pelo multi-instrumentista americano Gary Cambra, mas seu envolvimento logo foi retirado. Larry Magid foi nomeado diretor da turnê depois que Lane o contatou com a oferta; Magid, que trabalhou pela primeira vez com o Yes em 1971 e manteve boas relações com os membros, concordou, pois o projeto parecia interessante e divertido. Jonathan Smeeton envolveu-se no gerenciamento da produção e iluminação do palco.
A turnê An Evening of Yes Music and More começou em outubro de 2016 e terminou um ano depois, cobrindo a América do Norte, Europa, Ásia e Oriente Médio. O grupo executou um setlist de músicas do Yes que cobrem várias épocas da carreira do Yes, de The Yes Album (1971) a Union (1991), bem como o único álbum de estúdio de Anderson Bruford Wakeman Howe.
Em 9 de abril de 2017, a banda emitiu um comunicado à imprensa anunciando sua mudança de nome para Yes, apresentando Jon Anderson, Trevor Rabin, Rick Wakeman, um nome que havia sido usado na etapa anterior da turnê europeia.
Em março de 2019, o vocalista Jon Anderson anunciou que a banda não tinha planos para novas turnês ou gravações, citando a "má gestão" da banda e a falta de acordo sobre lançar novas músicas ou apresentar exclusivamente material existente do Yes. Em julho de 2019, Wakeman disse que a banda se reagruparia para uma turnê em 2020, após a qual planejavam "fechar a tampa". No entanto, não descartou o lançamento de novas músicas, afirmando que dependia da qualidade: "Gostaria de pensar que podemos deixar uma explosão final de música da qual possamos nos orgulhar e, talvez, gostaríamos de pensar que Sim, os fãs estavam esperando."
Porém, o reencontro não aconteceu, pois Rabin afirmou em 2020 que o grupo havia se separado. Wakeman disse que um dos motivos foi ele morar no Reino Unido e os outros dois em partes diferentes da Califórnia, tendo que compartilhar ideias online. No início de 2020, Brian Lane foi demitido do cargo de empresário, mas ainda administrará a carreira solo de Wakeman.
Em uma entrevista de 2023 para a Innerviews, Rabin lançou uma nova luz sobre a vida relativamente curta da banda e por que ela nunca havia lançado nenhum material gravado, descrevendo afetuosamente o Yes como "uma baleia. Quando está na água, ele nada fantasticamente bem, mas como produtor, colocá-lo no oceano é um pé no saco. [risos] Eu simplesmente não conseguia me imaginar fazendo isso... Os shows eram muito naturais e divertidos. Parecia que o público estava se divertindo. Quando chegou a hora no final, não foi como um rompimento clássico nem nada. Foi mais como, "Bem, nós conseguimos e foi divertido." ...No final, senti que nenhuma banda tem o direito de impor seus problemas e bobagens às pessoas que só querem ouvir a música... houve várias vezes em que pensei que a política do Yes era muito muito. E para ser honesto, é por isso que eu não consideraria fazer Anderson, Rabin, Wakeman novamente."
No momento da morte de Squire, o nome da banda "Yes" era co-propriedade de Anderson, Squire, Howe e do baterista do Yes, Alan White. Durante a vida de Squire, ele e Anderson concordaram informalmente que apenas o grupo de Squire usaria o nome "Yes". Em 2018, Anderson disse que a esposa de Squire, Scotland, sugeriu, após sua morte, que ambos os grupos pudessem usar o nome.

## Discografia

### Álbuns ao vivo
- Live at the Apollo (2018)

## Tours
- An Evening of Yes Music and More (outubro de 2016 – outubro de 2017)
- Quintessential Yes: The 50th Anniversary Tour (junho a setembro de 2018)

## Membros
- Jon Anderson – vocal principal e de apoio, violão, harpa, percussão
- Trevor Rabin – guitarra, vocal de apoio e principal
- Rick Wakeman – teclados

### Músicos ao vivo
- Lee Pomeroy – baixo, pedais, backing vocals
- Lou Molino III – bateria, percussão, backing vocals
- Iain Hornal – baixo, backing vocals (turnê japonesa de 2017, turnê europeia de 2018)[31]